# Parapallene virgosa
Parapallene virgosa is een zeespin uit de familie Callipallenidae. De soort behoort tot het geslacht Parapallene. Parapallene virgosa werd in 1996 voor het eerst wetenschappelijk beschreven door Child. 